# Purpureocillium
Purpureocillium Luangsa-ard, Hywel-Jones, Houbraken & Samson – rodzaj grzybów z rodziny Ophiocordycipitaceae. Grzyby mikroskopijne.

## Charakterystyka
Grzyby glebowe. Należące do tego rodzaju gatunki wyizolowano z szerokiego zakresu siedlisk, w tym pól uprawnych i nieużytków, lasów, łąk, pustyń, osadów jeziornych i osadów ściekowych oraz owadów. Niektóre gatunki to grzyby nicieniobójcze, znaleziono je w jajach nicieni, a czasami u samic nicieni w glebie i w cystach. Ponadto często wykrywano je w ryzosferze wielu upraw. Mogą rosnąć w szerokim zakresie temperatur – od 8 do 38 °C, optymalny wzrost następuje w zakresie od 26 do 30 °C. Gatunki tego rodzaju mają szeroką tolerancję pH i mogą rosnąć na różnych podłożach.

## Systematyka i nazewnictwo
Pozycja w klasyfikacji według Index Fungorum: Ophiocordycipitaceae, Hypocreales, Hypocreomycetidae, Sordariomycetes, Pezizomycotina, Ascomycota, Fungi.
Takson utworzyli w 2011 r. Janet Jennifer Divinagracia Luangsa-ard, Nigel L. Hywel-Jones, Jos Houbraken i Robert Archibald Samson. Jego typem nomenklatorycznym jest Purpureocillium lilacinum (Thom) Luangsa-ard, Houbraken, Hywel-Jones & Samson.
W 2024 r. według Index Fungorum do rodzaju Purpureocillium włączono 6 gatunków i jeden wątpliwy. W Polsce występuje Purpureocillium lilacinum (podany pod nazwą Penicillium lilacinum).